# Metabolički uzroci poremećaja svesti
Metabolički uzroci poremećaja svesti obuhvataju sve uzroke poremećaja svesti koji učinak ostvaruju difuznim delovanjem na sve strukture mozga tako da mu primarno ometaju funkciju, iako deluju bez stvaranja strukturnih oštećenja. Kako poremećaj svesti predstavlja akutno, po život opasno stanje koje zahteva hitne postupke važne za održavanje životnih funkcija i moždane funkcije, metabolički poremećaji svesti zahtevaju hitnu terapisku korekciju.

## Epidemiologija
Otprilike oko 75% poremećaja svesti je izazvan metaboličkih faktorina.

## Najčešći metabolički uzroci poremećaja svesti
Metaboličke encefalopatije kao uzrok poremećaja svesti predstavljaju difuzna oštećenja mozga koja se mogu javiti usled različitih metaboličkih poremećaja. Najčešći uzroci su bolesti jetre
i bubrega, elektrolitni disbalans i poremećaj metabolizma glukoze.  

### Hepatička encefalopatija
Hepatička encefalopatija (HE) nastaje kao posledica insuficijencije jetre, koja može biti akutna i hronična
Akutna insuficijencije jetre
Akutna insuficijencije jetre (npr u fulminantnom virusnom hepatitisu ili trovanju paracetamolom), ima za polsedicu izražen edem mozga i simptomatologiju koja će biti slična onoj kod kompresivne lezije sa nadovezanim jetrenim simptomima.
Kako je kod akutne insuficijencije jetre dosta izražen edem mozga i simptomatologija će biti slična onoj kod kompresivne lezije sa nadovezanim jetrenim simptomima.
Hronična insuficijencije jetre
Hronična insuficijencija jetre, javlja s e kod bolesnika sa dugogodišnjom cirozom jetre kojima se klinička slika komplikuje i portokavalnim anastomozama. 
Način na koji hronično oštećenje jetre utiče na mozak nije sasvim poznato, ali postoje teorije:
- da višak amonijaka u krvi pojačava delovanje inhibitornog neurotransmitera GABA,
- da narušava funkciju astrocita i izaziva edem,
- da remeti metabolizam aminokiselina,
- da narušava izlučivanje svih neurotransmitera.[5][4]

Hepatička encefalopatija se po težini simptomatologije deli u 4 stepena: počev od promena ličnosti i poremećaj pažnje, sve do koma. Sva četiri stepena se javljaju i u akutnoj i u hroničnoj hepatičnoj encefalopatiji, samo što u akutnoj tok bolesti puno brže progredira.
Od specifičnih nalaza kod HE treba uraditi laboratorijsku analizu jetrenih enzima (ALT, AST, ALP,
GGT),  bilirubina i amonijaka u krvi i mokraći. Od ostalih nalaza ističu se karakteristični
trifazični talasi na EEG-u.

### Uremička encefalopatija
Uremička encefalopatija je moždana manifestacija poremećene funkcije bubrega i obično nastaka kada glomerularna filtracija padne ispod 15 mL/min. Insuficijencijom bubrega zadržavaju se u telu razgrađeni produkti proteina što rezultuje narušavanjem ravnoteža elektrolita.
Smatra se da se efekat na mozak barem delomično može obijasniti sekundarnim hiperparatiroidizmom, koji utiče na metabolizam kalcijuma koji potom remeti lučenje neurotransmitera u ćelijama.
Kod uremičke encefalopatije u laboratorijskim nalazima intersantni su znacii hroničnog
zastoja bubrega – povišena urea i kreatinin, povišen kalijum i fosfati. 
Ukoliko se dijagnostikuje uremija kao uzrok poremećaja svesti, indikovana je dijaliza koja bi trebalo rezuultovati potpunim povlačenjem simptoma.

### Poremećaj u metabolizmu magnezijuma
Hipomagnezijemija se najčešće javlja zbog poremećaja resorpcije ili nedovoljne količine magnezijuma u ishrani.
Prekomerno izlučivanje magnezijuma urinom može se javiti kod različitih stanja i bolesti: 
- hiperaldosteronizma,
- hiperkalcijemije,
- dijabetičke kome,
- u toku terapije diureticima.

Koncentracije magnezijuma niže od 10 mg/L uglavnom su udružene sa tetanijom, psihotičnim ponašanjem, kognitivnom disfunkcijom i GTK napadima.

### Poremećaji u metabolizmu natrijuma
Ekstremne promene u koncentraciji serumskog natrijuma mogu da se jave u sledećim stanjima: 
- ekscesivan unos,
- retencija ili slaba eliminacija tečnosti (npr kongestivna srčana insuficijencija, neadekvatno

lučenje antidiuretskog hormona (ADH), anhidroza, anurija),
- prekomeran gubitak soli (npr zbog diuretske terapije ili nefropatije sa gubitkom soli);
- prekomeran gubitak tečnosti, neadekvatan unos ili zamena tečnosti i neuredan unos soli.

### Poremećaji u metabolizmu kalcijuma
Poremećaji metabolizma kalcijuma, koji mogu dovesti do poremečaja svesti javljaju se u vidu hipokalcemije i hiperkalcemije. Fiziološka uloga kalcijuma u organizmu je veoma značajna i odnosi se na: 
- regulaciju neuromišićne razdražljivosti,
- regulaciju propustljivosti ćelijskih opni i zidova kapilara,
- učešću u koagulaciji krvi i u izgradnji kostnog tkiva,
- kontraktilnost miokarda i
- učešću u aktivaciji mnogih ćelijskih enzima.

### Poremećaji metabolozma glukoze
Kako je glukoza glavno metaboličko gorivo za mozak, poremećaji metabolizma glukoze (hipo- i hiperglikemija) dovode do ozbiljnih poremećaja funkcija CNS-a, a pre svega do nastanka metaboličke encefalopatije, koja bez pravovremenog uvođenja terapije može imati lošu prognozu.
EEG nalaz kod metaboličke encefalopatije uzrokovane poremećajem metabolizma glukoze karakteriše značajna progresija EEG promena, koja se manifestuje smanjenjem alfa ritma do difuznog usporenja i pojave teta talasa, a kasnije i registrovanjem kontinuiranih delta talasa.

#### Šećerna bolest
Pacijenti sa šećernom bolesti skloni su poremećajima svesti zbog hipoglikemije ili hiperglikemije.
Pritom je hipoglikemija puno češća. Ona nastaje ukoliko su pacijenti na terapiji inzulinom ili
sulfonilurejama i uzmaju ih nepravovremeno ili u prevelikim količinama. Njihov jak hipoglikemijski efekat snižava nivo glukoze u krvi toliko naglo da mozak akutno ostane bez supstrata za metabolizam. Ovo u početku uzrokuje simptome aktivacije simpatikusa – znojenje, tahikardiju, groznicu i osećaj anksioznosti i gladi. Dovoljnom progresijom doćiće do slabosti, sumaglice, zbunjenosti i zamućenja vida, i na kraju daljom progresijom može nastati koma.

#### Hipoglikemija
Hipoglikemija je jedan od najčešćih uzroka poremećaja svesti. Pacijentu sa čak i minimalnom
sumnjom na hipoglikemij treba pod hitno dati glukozu.40 Glukoza se danas može izmeriti iz prsta pored bolesničkog kreveta i to je jedna od prvih stvari koje treba uraditi osobi sa neobjašnjenim
poremećajem svijesti.

### Ostale endokrine bolesti

#### Hašimotov tiroiditis
Od ostalih endokrinoloških bolesti, Hašimotov tiroiditis može imati i Hašimotovu encefalopatiju, koja nastaje rekurentno u prisutnosti visokog titra anti-tiroidnih antitela. Nastup simptoma je subakutan, a brzo se povlače nakon kortikosteroidne terapije.

#### Insuficijencija nadbubrežne žlezde
Insuficijencija nadbubrežne žlezde takođe može biti jedan od uzroka metaboličkog poremećaja svesti.

## Klinička slika
Kliničku sliku pored poremećaja svesti i sniženog kognitivnog potencijala često karakterišu izraženi fokalni ili multifokalni neurološki ispadi.

## Dijagnoza
O mnogim metaboličkim uzrocima poremećaja svesti možemo naslutiti iz heteroanamneze i fizikalnog pregleda. Tipično kod ovih poremećaja je da se neurološkim pregledom ne nalaze znaci fokalnih ispada (pri čemu npr kod kome veliku dijagnostičku vrednost ima očuvanost refleksa zenaica). 
Nalazi neuroradioloških pregleda će takođe u većine slučajeva biti negativni.  
Na osnovu napred navedenog proizilazi zaključak da se za potvrdu dijagnoze najčešće treba oslanjati na laboratorijske testove i pregled drugih sistema.
Ispitivanja započinju pulsnom oksimetrijom, merenjem nivo glukoze u krvi glkometrom sa trakom i praćenjem rada srca (na 12–to kanalnom EKG).  
- Krvne analize uključuju sveobuhvatnu procenu metaboličkog stanja, kompletnu krvnu sliku sa leukocitarnom formulom, brojem trombocita, testove koagulacije, određivanje nivoa amonijaka.
- Mere se arterijski gasovi, a ako dijagnoza nije jasna proveravaju se vrednosti karboksihemoglobina, sulfhemoglobin i methemoglobin.
- Uzorak krvi i urina boja se po Gramu i šalju na bakteriološku analizu
- Mere se vrednosti alkohola,   i radi rutinsko toksikološko ispitivanje;  na neke lekove (npr salicilate, paracetamol, tricikličke antidepresive)  ako postoji sumnja na trovanje jer se bolesnici obično istovremeno truju sa nekoliko različitih lekova.

## Terapija
Terapija je konzervativna i zasniva se na lečenju konkretnog metaboličkog poremećaja.

## Prognoza
Prognoza metaboločkim poremećajima urokovanog poremećaja svesti zavisi od težine i vrste uzroka

## Spoljašnje veze
- Ivan Mihaljev, Encefalopatije i značaj EEG dijagnostike, Beograd 2015

|  | Molimo Vas, obratite pažnju na važno upozorenje u vezi sa temama iz oblasti medicine (zdravlja). |